# Numéro d'identification national (Algérie)
Le numéro d'identification national (abrégé en NIN) est, en Algérie, est un identifiant unique et personnel composé de 18 chiffres. Ce numéro est repris sur les documents officiels d'identité de circulation et de voyage des citoyens algériens, le numéro est aussi attribué aux ressortissants étrangers nés en Algérie et y résidant régulièrement.  

## Histoire
Le numéro d'identification national est institué et mis en circulation par décret exécutif no 10-210 du 16 septembre 2010 signé par le premier ministre Ahmed Ouyahia.

## Signification des chiffres du NIN
Le numéro d'identification national unique est composé de dix-huit chiffres :
| Positions | Signification | Valeurs possibles |
| --------- | --- | ----------------- |
| 2         | positions comportant les indications relatives, au sexe, à la mention de l'acte, à la naissance en Algérie ou à l’étranger, à la naturalisation |                   |
| 3         | numéro des trois derniers chiffres de l’année d'inscription dans le registre des naissances                                                     |                   |
| 4         | réservées au code de la commune ou du pays de naissance                                                                                         |                   |
| 5         | numéro de l'acte de naissance |                   |
| 2         | numéro d'une série de registres par année |                   |
| 2         | numéro représentant la clé de contrôle |                   |